# Atentado al Edificio Mónaco
El atentado al Edificio Mónaco fue un atentado ocurrido el 13 de enero de 1988 en Medellín, Colombia. Fue ordenado por Helmer Pacho Herrera del Cartel de Cali. El atentado tenía como objetivo asesinar a Pablo Escobar y a su familia.

## Edificio
El edificio Mónaco fue adquirido por Pablo Escobar a mediados de los años ochenta y sirvió de residencia para la familia del capo. El edificio albergaba la colección de autos de lujo del narcotraficante. La familia del capo y él mismo se asentaron allí desde 1986 y ocupaban uno de los dos áticos del edificio.

## Atentado
El 13 de enero de 1988, en horas de la mañana, 20 kilos de dinamita fueron detonados en un campero modelo Toyota de color gris que se estacionó en la portería del edificio por delincuentes que seguían las órdenes de Helmer Pacho Herrera del Cartel de Cali, con el fin de acabar con la vida de Escobar, su esposa e hijos.
Diez heridos y tres muertos dejó el atentado , con afectación a la audición de Manuela Escobar Henao, hija del narcotraficante. Este atentado fue el detonante para la guerra de los carteles en Colombia.